# Mats Drougge
Mats Erik Johan Drougge, född 31 oktober 1961 i Västra Frölunda församling, Göteborg, är en svensk musiker, journalist och marknadsförare.
Som musiker var Mats Drougge medlem i några av Sveriges första punkband Liket Lever tillsammans med Freddie Wadling  och Perverts. År 2010 bildade han bandet Bronco, där han förutom att sjunga och spela gitarr också skriver större delen av låtmaterialet.
Som publicist gav han på 1980-talet ut undergroundmagasinet April. Från 1991 ägde han och utgav herrmagasinet Slitz, till en början tillsammans med sin dåvarande fru Unni Drougge. Tidningen var då ett musikmagasin men efter parets skilsmässa utvecklade Mats Drougge den till att alltmer bli en tidning för män där huvudfokus låg på lättklädda kvinnor.  Verksamheten utvecklades sedan med modemagasinet MAN, musiktidningen Stereo och pryltidningen Gear.
Vid sidan av musiken är han verksam som konsult inom media och design, samt driver snowboardmärket Maverick.